# یواس‌اس اوکتورار (۱۸۶۱)
یواس‌اس اوکتورار (۱۸۶۱) (به انگلیسی: USS Octorara (1861)) یک کشتی بود که طول آن ۱۹۳ فوت ۲ اینچ (۵۸٫۸۸ متر) بود. این کشتی در سال ۱۸۶۱ ساخته شد.